# Lakásbérleti szerződés
A lakásbérleti szerződés olyan bérleti szerződés, amely lakás bérbeadásáról szól. Olyan határozatlan vagy határozott időre szóló, esetleg feltételhez kötött megállapodás, amelynek alapján a bérbeadó a lakás birtokba adására és rendeltetésszerű használatban tartására, a bérlő pedig bérleti díj fizetésére és a lakás karbantartására köteles.

## A magyar jogban
A lakásbérleti szerződés szabályait a hatályos Polgári Törvénykönyv XLIV. Fejezet 2. pontja, valamint a lakások és helyiségek bérletére, valamint az elidegenítésükre vonatkozó egyes szabályokról szóló 1993. évi LXXVIII. törvény tartalmazza.

### A Polgári Törvénykönyvben
6:342. § [Lakásbérleti szerződés] Ha a szerződés tárgya lakás céljára szolgáló ingatlan, a bérleti szerződésre vonatkozó rendelkezéseket az alábbi eltérésekkel kell alkalmazni.
6:343. § [A bérleti díj biztosítéka] Ha a felek megállapodása alapján a bérlő a bérleti szerződésből fakadó kötelezettségeinek biztosítékául a bérbeadó részére meghatározott pénzösszeget köteles fizetni, és ez az összeg meghaladja a havi bérleti díj háromszorosát, a túlzott mértékű biztosítékot a bérlő kérelmére a bíróság mérsékelheti.
6:344. § [A bérbeadó karbantartási kötelezettsége] A bérbeadó a karbantartási kötelezettségét
a) életveszélyt okozó, az épület állagát veszélyeztető, továbbá a lakás vagy a szomszédos lakás rendeltetésszerű használatát lényegesen akadályozó hibák esetén késedelem nélkül;
b) egyéb esetben az épület karbantartásával vagy felújításával egyidejűleg
köteles teljesíteni.
6:345. § [A bérlő elviteli joga]
A bérlő nem gyakorolhatja az elviteli jogát, ha a bérbeadó az elviteli jog megváltása fejében megfelelő kártalanítást ajánl fel, és az a bérlő lényeges jogi érdekét nem sérti.
A bérlőt megillető elviteli jogot a felek a szerződésben az ezzel járó hátrány megfelelő kiegyenlítése mellett zárhatják ki vagy korlátozhatják. Ezt a szabályt kell alkalmazni a megtérítési igény kizárására vagy korlátozására is.
6:346. § [A bérlő tűrési kötelezettsége]
A bérlő köteles tűrni, hogy a bérbeadó a lakás állagának megóvásához szükséges munkálatokat elvégezze.
A lakás korszerűsítéséhez szükséges munkálatok elvégzésének tűrésére a bérlő nem köteles, kivéve, ha azok – az elvégzendő munkára, az építészeti következményekre és a bérlő várható kiadásaira tekintettel – a lakás használatát jelentősen nem korlátozzák.
A bérbeadó a bérlőt a (2) bekezdés szerinti munkálatok megkezdése előtt megfelelő időben köteles a tervezett munkálatokról és azok várható időtartamáról írásban tájékoztatni. A bérlő a bérleti szerződést az értesítés kézhezvételét követő hónap utolsó napjáig felmondhatja.
6:347. § [Rendes felmondás]
A határozatlan időre kötött szerződést bármelyik fél a hónap tizenötödik napjáig a következő hónap végére mondhatja fel.
Ha a felmondás nem az (1) bekezdésben meghatározott határidő betartásával történik, a bérleti jogviszonyt a felmondás közlését követő második hónap végére felmondottnak kell tekinteni.
6:348. § [Felmondás szerződésszegés miatt]
A lakásbérleti jogviszonyt a bérbeadó a bérlő előzetes felszólítását követően, legalább 15 napos felmondási idővel, a felmondást követő hónap utolsó napjára felmondhatja, ha a bérlő vagy a vele együttlakó személy a bérbeadóval vagy a szomszédokkal szemben az együttélés követelményeivel kirívóan ellentétes magatartást tanúsít; vagy a lakást vagy a közös használatra szolgáló területet nem rendeltetésszerűen vagy nem szerződésszerűen használja.
A felmondást nem kell előzetes felszólításnak megelőznie, ha a kifogásolt magatartás olyan súlyos, hogy a bérbeadótól a szerződés fenntartását nem lehet elvárni. A felmondást a tudomásszerzéstől számított nyolc napon belül kell közölni.